# كردكتي (بايين خيابان ليتكوة)
کردکتي (بالفارسية: کردکتی) هي قرية تقع في إيران في قسم بایین خیابان لیتکوة الريفي. يقدر عدد سكانها بـ 191 نسمة بحسب إحصاء 2016.